# Landratsbezirk Vöhl
Der Landratsbezirk Vöhl war ein Landratsbezirk im Großherzogtum Hessen und dessen Provinz Oberhessen mit Sitz in Vöhl und bestand von 1821 bis 1832. Er ging 1832 formal im Kreis Biedenkopf auf.

## Geografische Lage
Der Landratsbezirk Vöhl war in seinem Verhältnis zum übrigen Großherzogtum davon geprägt, dass er eine Exklave im äußersten Norden des Landes bildete. Er war weitestgehend vom Fürstentum Waldeck umgeben, nur südlich grenzte er an das Kurfürstentum Hessen. Zudem bestand er aus drei völlig separaten Gebieten, die nicht aneinander grenzten: dem zentralen Gebiet um Vöhl und den beiden Exklaven Höringhausen und Eimelrod.

## Geschichte

### Gründung
Der Landratsbezirk entstand 1821, als das Amt Itter umbenannt wurde und dessen Aufgaben in der Rechtsprechung dem neu gebildeten Landgericht Vöhl übertragen wurden. Dies geschah im Zuge einer Verwaltungsreform im Großherzogtum, bei der generell alle Ämter aufgelöst und Rechtsprechung und Verwaltung getrennt wurden.

### Weitere Entwicklung
In einer weiteren Verwaltungsreform wurden 1832 die Landratsbezirke zu Kreisen zusammengefasst. Der Landratsbezirk Vöhl ging dabei gemeinsam mit den Landratsbezirken Battenberg und Gladenbach in dem neuen Kreis Biedenkopf auf.
Aufgrund der abseitigen Lage des Landratsbezirks Vöhl wurde diese Reform aber nicht wirklich vollzogen. Er behielt einen Sonderstatus und wurde nicht vollständig in den Kreis Biedenkopf integriert. Vielmehr amtierte der bisherige Landrat weiter und erhielt den Titel „Kreisrat“.

### Ende
Dieses Konstrukt ging in der Märzrevolution 1848 unter, als flächendeckend im Großherzogtum einzig Regierungsbezirke als mittlere Ebene zwischen der Staatsregierung und den Gemeinden eingerichtet wurden. Diese Gebietsreform wurde nach dem Sieg der restaurativen Kräfte in der Reaktionsära 1852 wieder rückgängig gemacht und ein eigenständiger Kreis Vöhl geschaffen.

## Bestandteile
Die folgenden Orte gehörten zum Landratsbezirk Vöhl:
- Altenlotheim
- Asel,
- Basdorf,
- Buchenberg,
- Deisfeld,
- Dorfitter,
- Eimelrod,
- Harbshausen,
- Hemmighausen,
- Herzhausen,
- Höringhausen,
- Kirchlotheim,
- Marienhagen,
- Niederorke,
- Obernburg,
- Ober-Werbe,
- Schmittlotheim,
- Thalitter und
- Vöhl.

Das Gebiet des Landratsbezirks Vöhl lag auf den Gemarkungen der heutigen Gemeinden Diemelsee, Frankenau, Vöhl, Waldeck und Willingen.